# 朋友書店
株式会社朋友書店（ほうゆうしょてん）とは、京都にて和書・中国書・台湾書をはじめとする国内外の東アジア関係書籍（一般書・専門書）の輸入販売、出版、また関係古書の販売を行っている会社である。

## 沿革
- 1969年（昭和44年） - 目録第1号を刊行。
- 1970年（昭和45年） - 土江澄男、静子夫妻が太秦一ノ井町にて創業。
- 1973年（昭和48年） - 現在の神楽岡8番地に店舗を移設。
- 1974年（昭和49年） - 佐藤武敏『長安　古代中国と日本』第1版を刊行。
- 1991年（平成3年） - 株式会社に改組。同年に土江洋宇が社長に就任、土江澄男が会長となる。